# Бургундський кріль
Бургу́ндський — порода кролів м'ясного напряму.

## Історія
Бургундські кролі були виведені в результаті схрещування двох порід — каліфорнійської і новозеландської червоної. Назва породи походить від області у Франції — Бургундії, де вони і з'явилися на початку двадцятого століття.

## Біологічні характеристики

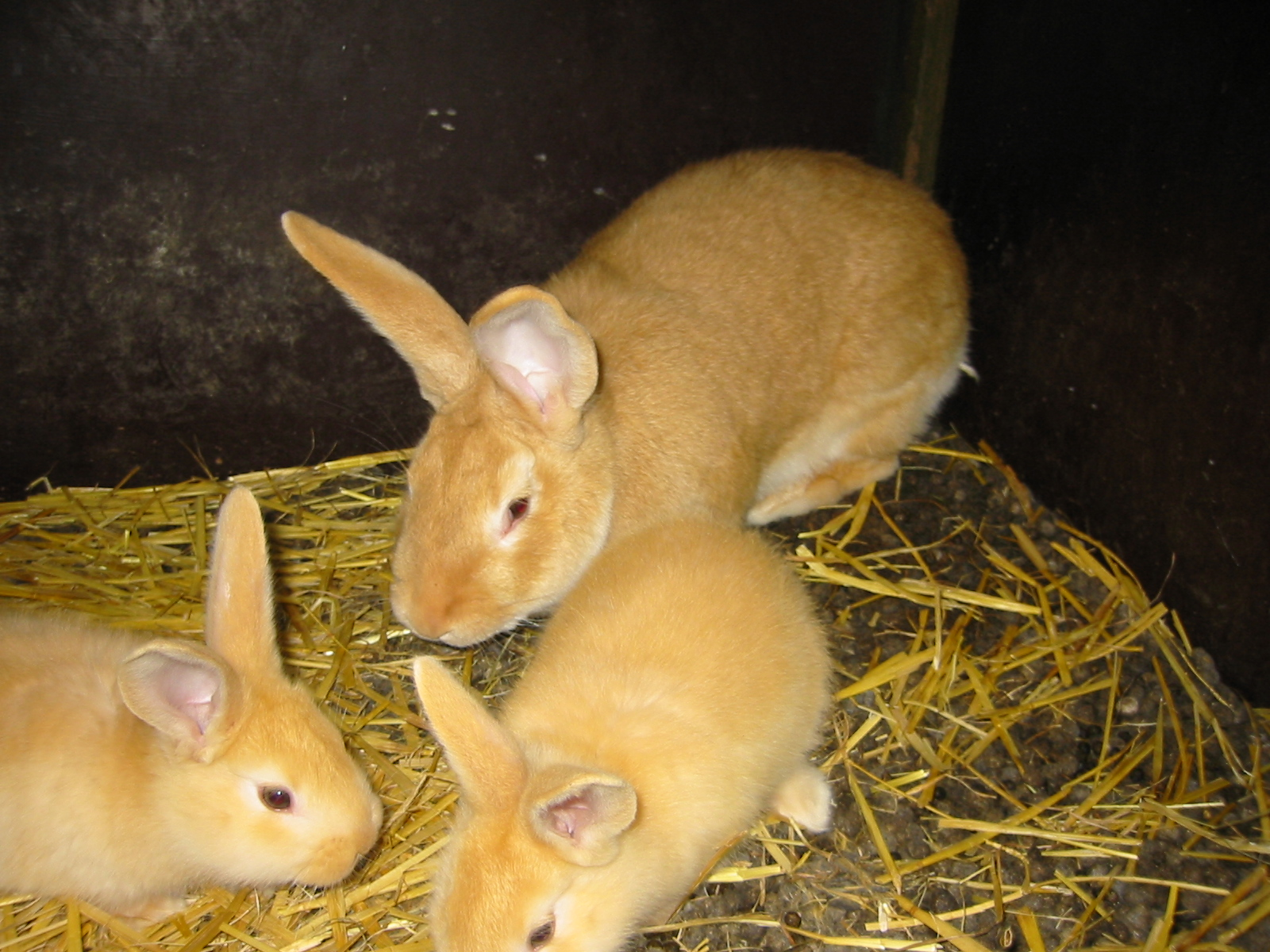
Самка з кроленятами

Хутро бургундських кролів грубувате, густе, має світло-бурий колір з червонуватим відтінком. Шкурка забарвлена рівномірно, не має плям. Тулуб компактний, довгастий, коротка шия, невеликі вуха (від 11 до 14 см), широка, горбоноса голова, округлий, великий круп. Вага дорослого бургундця варіює від 4,3 до 5,5 кг.
Бургундську вважають однією з найкращих м'ясних порід. М'ясо цих кролів має високі смакові якості. Кролі швидко ростуть, середньодобовий приріст маси становить в середньому 42 г. Самки дуже плідні, приносять по 10-12 кроленят, добре вигодовують потомство.
При правильному і повноцінному догляді бургундські кролі відмінно розмножуються, за рік самка може принести 40-50 кроленят, тобто близько 2 центнерів м'яса.